# Patrick Neeson Lynch

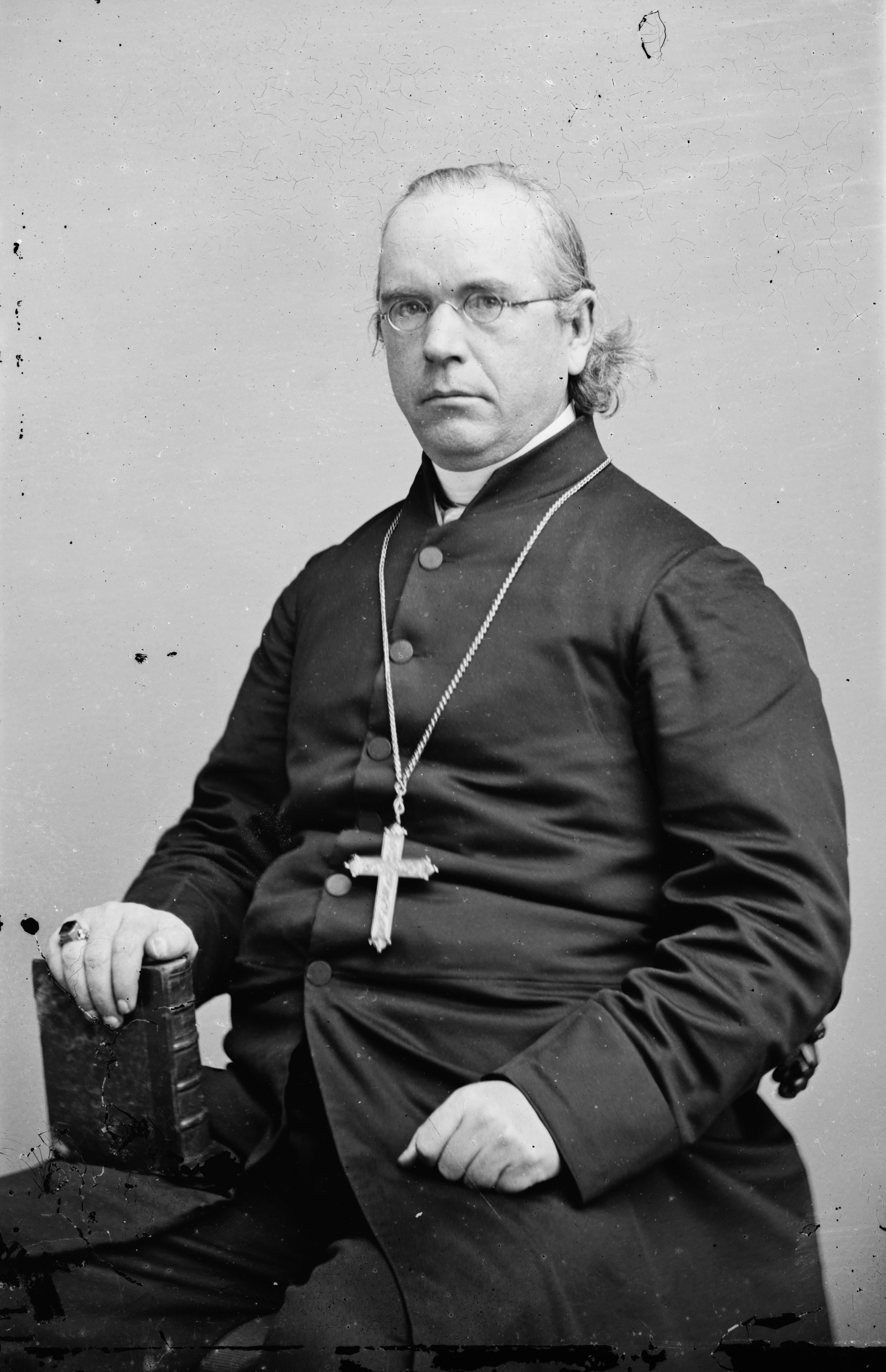
Bischof Patrick Neeson Lynch

Patrick Neeson Lynch (* 10. März 1817 in Clones, County Fermanagh, Irland; † 26. Februar 1882 in Charleston, South Carolina, USA) war Bischof von Charleston.

## Leben
Patrick Neeson Lynch kam mit seinen Eltern 1819 in die Vereinigten Staaten. Die Familie siedelte in Cheraw. Patrick Neeson Lynch studierte Katholische Theologie und Philosophie am Priesterseminar in Charleston. Er empfing am 5. April 1840 das Sakrament der Priesterweihe.
Lynch wurde in Rom im Fach Katholische Theologie promoviert. Anschließend war er Sekretär des Bischofs von Charleston. Zudem lehrte er am Priesterseminar in Charleston.
Am 11. Dezember 1857 ernannte ihn Papst Pius IX. zum Bischof von Charleston. Der Erzbischof von Baltimore, Francis Patrick Kenrick, spendete ihm am 14. März 1858 die Bischofsweihe; Mitkonsekratoren waren der Bischof von Mobile, Michael Portier, und der Bischof von Savannah, John Barry.
Am 20. Februar 1864 wurde Patrick Neeson Lynch vom Präsidenten der Konföderierten Staaten von Amerika, Jefferson Davis, als Delegat nach Rom gesandt, um eine Anerkennung der Konföderierten Staaten von Amerika durch den Heiligen Stuhl zu erreichen. Aber Papst Pius IX. empfing ihn nur in seiner kirchlichen Funktion und lehnte eine Anerkennung der Konföderierten Staaten von Amerika ab.
Patrick Neeson Lynch nahm am Ersten Vatikanischen Konzil teil.